# 230P/LINEAR
La cometa LINEAR 57, formalmente 230P/LINEAR, è una cometa periodica appartenente alla famiglia delle comete gioviane. Già dopo tre giorni dalla sua scoperta avvenuta il 27 ottobre 2009 sono state trovate osservazioni di prescoperta risalenti al 19 ottobre 2009, il 12 dicembre 2009 venivano rese pubbliche osservazioni risalenti ai due precedenti passaggi al perielio, quello del 1997 e quello del 2002, questo fatto ha permesso di numerarla rapidamente.